# Jules Méry
Pour les articles homonymes, voir Méry.
Jules Marie Méry né à Paris 10e le 29 mars 1867 et mort à Monaco le 4 juin 1943, est un journaliste, poète, écrivain, dramaturge, chansonnier et romancier français.

## Biographie
Ses pièces ont été représentées sur les plus grandes scènes parisiennes du XIXe siècle et du début du XXe : Théâtre de la Gaité, Théâtre des Folies-Dramatiques, etc.

## Œuvres
Théâtre
- 1886 : Une femme honnête, comédie en 1 acte, au théâtre de la Galerie Vivienne (28 mai)
- 1889 : Figarella, opéra-comique en 1 acte, avec Charles Grandmougin, musique de Justin Clérice, au théâtre des Bouffes-Parisiens (4 juin)
- 1890 : Morized, drame-mystère en 2 actes et 2 tableaux en prose, musique de Ludovic Ratz, au théâtre d'Application (18 novembre)
- 1892 : Le Premier chant de l'Iliade, comédie en 1 acte et 4 tableaux en vers, avec Victor Melnotte, au théâtre d'Application (30 mars)
- 1892 : Vercingétorix, drame en 1 acte en vers, au théâtre d'Application (30 mars)
- 1895 : Le Carillon, opéra, avec Pierre-Barthélemy Gheusi, musique de J. Uhrich, au casino de Grand-Cercle d'Aix-les-Bains (16 septembre)
- 1899 : Madame Pistache, opérette en 3 actes, musique d'Eugène Picheran, au théâtre des Folies-Dramatiques (14 juin)
- 1901 : Le Contrat, fantaisie en 1 acte, au Nouveau-Théâtre (28 avril)
- 1902 : Le Billet de Joséphine, opéra-comique en 3 actes, avec Georges Feydeau, musique d'Alfred Kaiser, au théâtre de la Gaîté (23 février)
- 1920 : Les Charmettes, comédie lyrique en 2 actes, musique d'Armand Bolsène, au casino de Monte-Carlo (11 février)
- 1922 : Manette, drame lyrique en 2 actes, avec Paul Milliet , musique de Nestor Leblanc, au théâtre de Cannes (8 février)
- 1922 : Nuit de Noël, comédie lyrique en 3 actes, musique d'André Bloch, au théâtre Royal de Liège (3 mars)
- 1922 : La Passion, drame lyrique en 4 actes et 10 tableaux, avec Paul de Choudens et Albert Dupuis

Littérature
- 1891 : La Voie sacrée, recueil de poésies, Paris, librairie de l'Art indépendant
- 1895 : La Geste de Russie. La Dégringolade du diable (légende de saint Vladimir), préface de Catulle Mendès
- 1922 : Terre païenne, roman

Chansons
- 1889 : Ève interviewée, monologue comique
- 1893 : Ah ! Monsieur !, chanson, musique de Louis Bernard-Saraz
- 1895 : Volupté, chanson
- La Légende du lac de Saint-Point, barcarolle, non datée
- À Gérard de Nerval, non daté